# Evert Verbist
Evert Verbist (* 27. Juni 1984 in Duffel) ist ein belgischer Radrennfahrer.
Nachdem Verbist 2003 für das Farmteam von Quick Step-Davitamon fuhr, schloss er sich 2005 dem belgischen Continental Team Profel an. Im Jahr 2006 erhielt er bei Chocolade Jacques-Topsport Vlaanderen seinen ersten Vertrag bei einem Professional Continental Team und gewann in seiner ersten Saison dort die beiden belgischen Eintagesrennen Beverbeek Classic und De Vlaamse Pijl. 2011 wiederholte er seinen Sieg bei der Beverbeek Classic. Nach der Saison 2012 war er nicht mehr bei internationalen Radsportteams unter Vertrag.

## Palmarès
2006
- Beverbeek Classic
- De Vlaamse Pijl

2011
- Beverbeek Classic

## Teams
- 2005 Profel
- 2006 Chocolade Jacques-Topsport Vlaanderen
- 2007 Chocolade Jacques-Topsport Vlaanderen
- 2008 Topsport Vlaanderen
- 2011 Veranda’s Willems-Accent
- 2012 Accent Jobs-Willems Veranda’s